# Dolní Lutyně
Dolní Lutyně, bis 1946 Německá Lutyně (deutsch Deutsch Leuten, polnisch Lutynia Niemiecka) ist eine Gemeinde in Tschechien. Die Gemeinde liegt fünf Kilometer östlich von Bohumín an der Lutyňka und gehört zum Okres Karviná in Schlesien.

## Gemeindegliederung
Die Gemeinde Dolní Lutyně besteht aus den Ortsteilen Dolní Lutyně (Deutsch Leuten) und Věřňovice (Willmersdorf). Im Süden liegt die ehemalige Schwestersiedlung Horní Lutyně (Polnisch Leuten), jetzt der größte Stadtteil Orlovás namens Lutyně.

## Geschichte

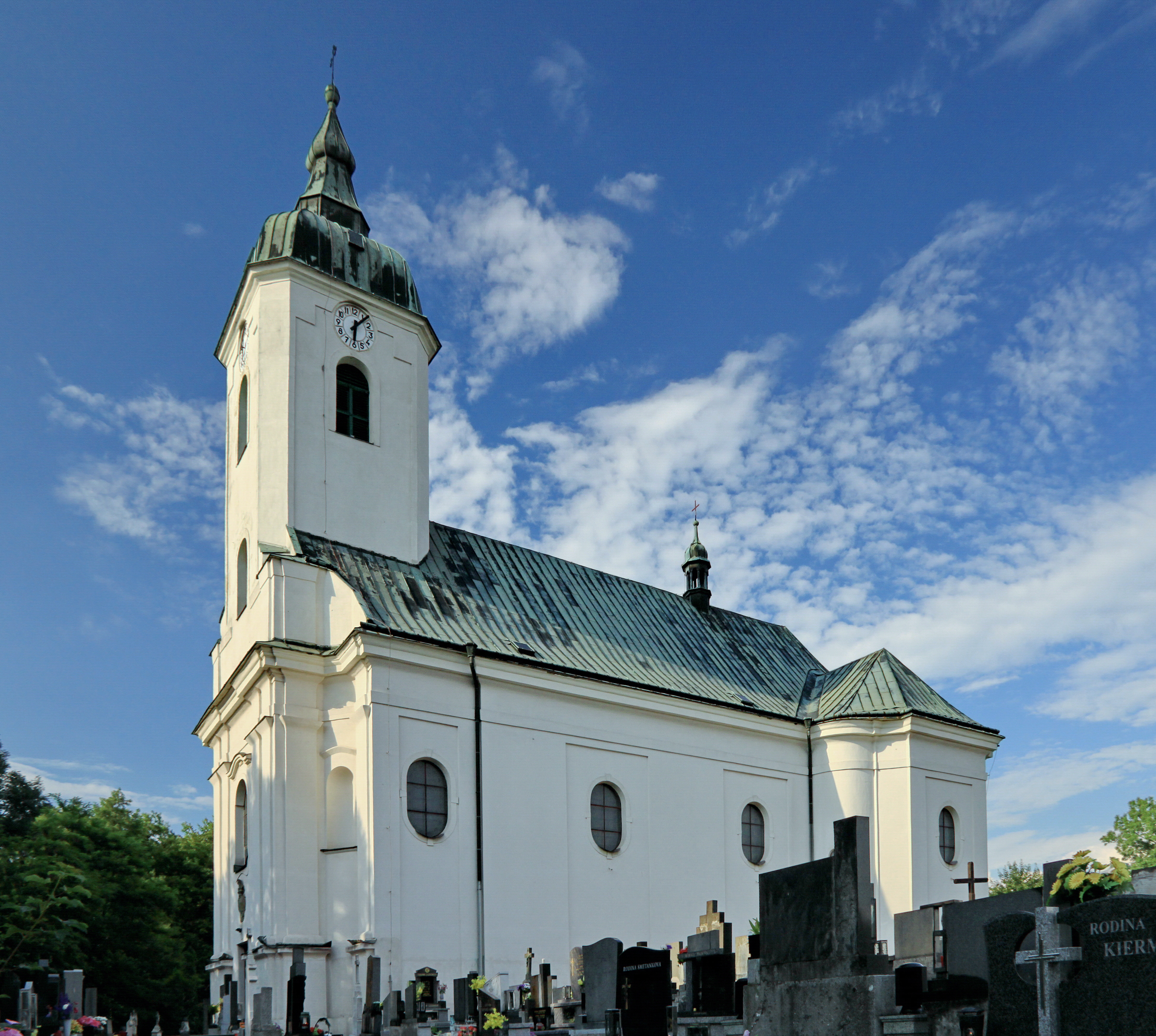
Ortskirche

Das Dorf Lutynia wurde am wahrscheinlichsten von Benediktinern gegründet, die sich 1268 in Orlau ansiedelten. Im Liber fundationis episcopatus Vratislaviensis (Zehntregister des Bistums Breslau) (zirka 1305) wurde item in Luthina LXXI mansi erwähnt. Das Dorf war also überdurchschnittlich groß (71 Hufen) und später etablierte sich die Unterteilung auf zwei Dörfer, z. B. im Jahr 1450: Lutynie utrumque Theutonicum et Polonicum. Der Ortsname ist topographischer Herkunft (*ljut- sumpfig) mit dem Suffix -ynia, die eingedeutschte Form bzw. die sprachliche Adaptation Leuten (Diphthong -eu- und Suffix -en) tauchte im 17. Jahrhundert auf (Teuto Lutina seu Teutschlauten seu Nemeczka Lutona, 1679). Das größere Deutsch-Leuten mit der Pfarrkirche lag entlang der Lutyňka im Norden, das kleinere Polnisch-Leuten im hügeligen Süden entlang eines Wegs.
Nach Walter Kuhn, einem eifrigen Forscher des Deutschtums im Teschener Schlesien, soll es ein Teil der Freistädter deutschen Sprachinsel im Mittelalter gewesen sein, die acht Dörfer umfasste, weil noch im Jahr 1571 zirka 35 % der Bewohner deutschnamig waren, und mit dem Adjektiv Deutsch verbunden war, was allgemein von deutschen Volkskundlern mit deutschen Siedlern oft verknüpft wurde. Anderer Meinung ist Idzi Panic, nach dem beide Dörfer – implizit auf den polnischstämmigen Ortsnamen basierend – immer mehrheitlich polnischsprachig waren. Die Adjektive Polnisch und Deutsch in den Ortsnamen wären aus dem Recht, nach dem wurden sie begründet, abgeleitet.
Die Pfarrei Lutina im Teschener Dekanat wurde im Peterspfennigregister des Jahres 1447 erstmals erwähnt.
Seit 1327 bestand das Herzogtum Teschen als Lehensherrschaft des Königreichs Böhmen, seit 1526 gehörte es zur Habsburgermonarchie. Am 16. Februar 1365 verkaufte Přemysl I. von Teschen die Dörfer Polnisch- und Deutschleuten für 400 Mark dem Basconi von Barutswerde. Später gelangte das Gut Deutschleuten an das Herzogtum zurück und wurde der Minderherrschaft Freistadt zugeschlagen. Im Jahre 1563 erwarb Herzog Friedrich Kasimir die Herrschaft Freistadt. Später wurde davon die freie Minderstandesherrschaft Deutschleuten ausgegliedert und gelangte an die Grafen Schlik. Elisabeth Maximiliane Helene von Drahotusch, auch Traudisch genannt; sie war zunächst mit Wilhelm Henrich Graf Schlik, dann mit Franz Ernst Graf Schlik († 1675) und in dritter Ehe mit Francis Taaffe, 3. Earl of Carlingford verheiratet, hinterließ die Herrschaft im Jahre 1700 ihrem dritten Ehemann. Rudolph Taaffe (1762–1830) veräußerte 1792 seine schlesischen Güter an Johann Graf Larisch von Moennich auf Karwin. 
In der Beschreibung Teschener Schlesiens von Reginald Kneifl im Jahr 1804 (meistens Stand aus dem Jahr 1799) war Deutschleuten, pohlnisch: Niemezka Lutynia, ein Dorf und eine freie Minder-Standesherrschaft im Teschner Kreis mit 134 Häusern und 798 schlesisch-polnischen Einwohnern. Die Minderherrschaft Deutschleuten umfasste zu dieser Zeit die Dörfer Deutschleuten, Dittmansdorf, Neudorf oder Nikeltaaffe, Skrzeczon und Willmersdorf, fünf gut gebaute Meierhöfe, darunter die einschichtigen Höfe Czerwin, Nerad und Pillar, ein Bräuhaus, fünf Mühlen, von denen die Czerwiner und die Trojaner Mühle unmittelbar einer preußischen Grenze lagen sowie zahlreiche Teiche, darunter den Bösding (800 Metzen) und den Nerad (1200 Metzen). Deutschleuten war Pfarrort für Dittmansdorf, Konkolna, Nikeltaaffe, Polnischleuten, Skrzeczon und Willmersdorf.
Nach der Aufhebung der Patrimonialherrschaften bildete Deutschleuten ab 1850 eine Gemeinde in Österreichisch-Schlesien, Bezirk Teschen und ab 1868 im Bezirk Freistadt. Derweil nahm die ethnographische Gruppe der schlesischen Lachen (Untergruppe der Schlesier) deutliche Gestalt an, wohnhaft in Deutschleuten, traditionell Teschener Mundarten sprechend.
1913 wurde die elektrische Lokalbahn der Schlesischen Landeseisenbahnen zwischen Oderberg und Karwin eröffnet, was den einfachen Zutritt der Dorfbewohner zur Arbeit in Bergbau und Industrie ermöglichte.
1918, nach dem Zusammenbruch der k.u.k. Monarchie, wurde das Gebiet von Teschen strittig. Am 5. November laut dem Vergleich zwischen polnischen und tschechischen Nationalräten wurde Wierzniowice ein Teil Polens. Die tschechoslowakische Regierung erkannte den Vergleich nicht an. Nach dem Polnisch-Tschechoslowakischen Grenzkrieg, einer nicht verwirklichten Volksabstimmung, sowie der Entscheidung des Botschafterrats der Siegermächte am 28. Juli 1920 wurde der Ort unter dem Namen Německá Lutyně ein Teil der Tschechoslowakei und des Bezirks Karviná.
1938 wurde als Lutynia Niemiecka an Polen angeschlossen und kam im Jahre darauf nach der Besetzung Polens zum Deutschen Reich (Landkreis Teschen). 1946 wurde das Adjektiv Německá (Deutsch) auf Dolní (Nieder) im Ortsnamen geändert.

### Einwohnerentwicklung
| Jahr      | 1869 | 1880 | 1890 | 1900 | 1910 | 1921 | 1930 | 1950 | 1961 | 1970 | 1980 | 1991 | 2001 |
| --------- | ---- | ---- | ---- | ---- | ---- | ---- | ---- | ---- | ---- | ---- | ---- | ---- | ---- |
| Einwohner | 1965 | 2350 | 2694 | 3391 | 4096 | 4195 | 4616 | 3845 | 4083 | 4059 | 3946 | 3744 | 4062 |

1. ↑  Darunter: 1858 (68,3 %) polnischsprachig, 243 (11,3 %) tschechischsprachig, 51 (2,4 %) deutschsprachig;
2. ↑  Darunter: 2412 (97,9 %) polnischsprachig, 36 (1,5 %) deutschsprachig, 16 (0,6 %) tschechischsprachig;
3. ↑  Darunter: 2920 (91,8 %) polnischsprachig, 149 (4,7 %) deutschsprachig, 111 (3,5 %) tschechischsprachig;
4. ↑  Darunter: 3483 (89,6 %) polnischsprachig, 359 (9,2 %) deutschsprachig, 46 (1,2 %) tschechischsprachig; 3994 (97,5 %) römisch-katholisch, 52 (1,3 %) evangelisch, 23 (0,5 %) israelitisch;

## Sehenswürdigkeiten
- Kirche
- Schloss
- Kapelle
- Polygonscheune